# Vättern
Vättern (jméno je odvozeno ze starošvédského vaetur – voda) je jezero na jihu Švédska. Zasahuje na území krajů Västra Götaland, Jönköping, Örebro a Östergötland. Je druhé největší v zemi. Hluboká kotlina jezera je tektonického původu a byla dotvořena pleistocenními ledovci. Má rozlohu 1912 km². Je 129 km dlouhé a maximálně 28 km široké. Průměrně je hluboké 39 m (na severu 25 m) a dosahuje maximální hloubky 119 m (na jihu). Rozloha povodí je 6000 km². Leží v nadmořské výšce 88,5 m.

## Dno
Dno jezera je skalnaté.

## Pobřeží

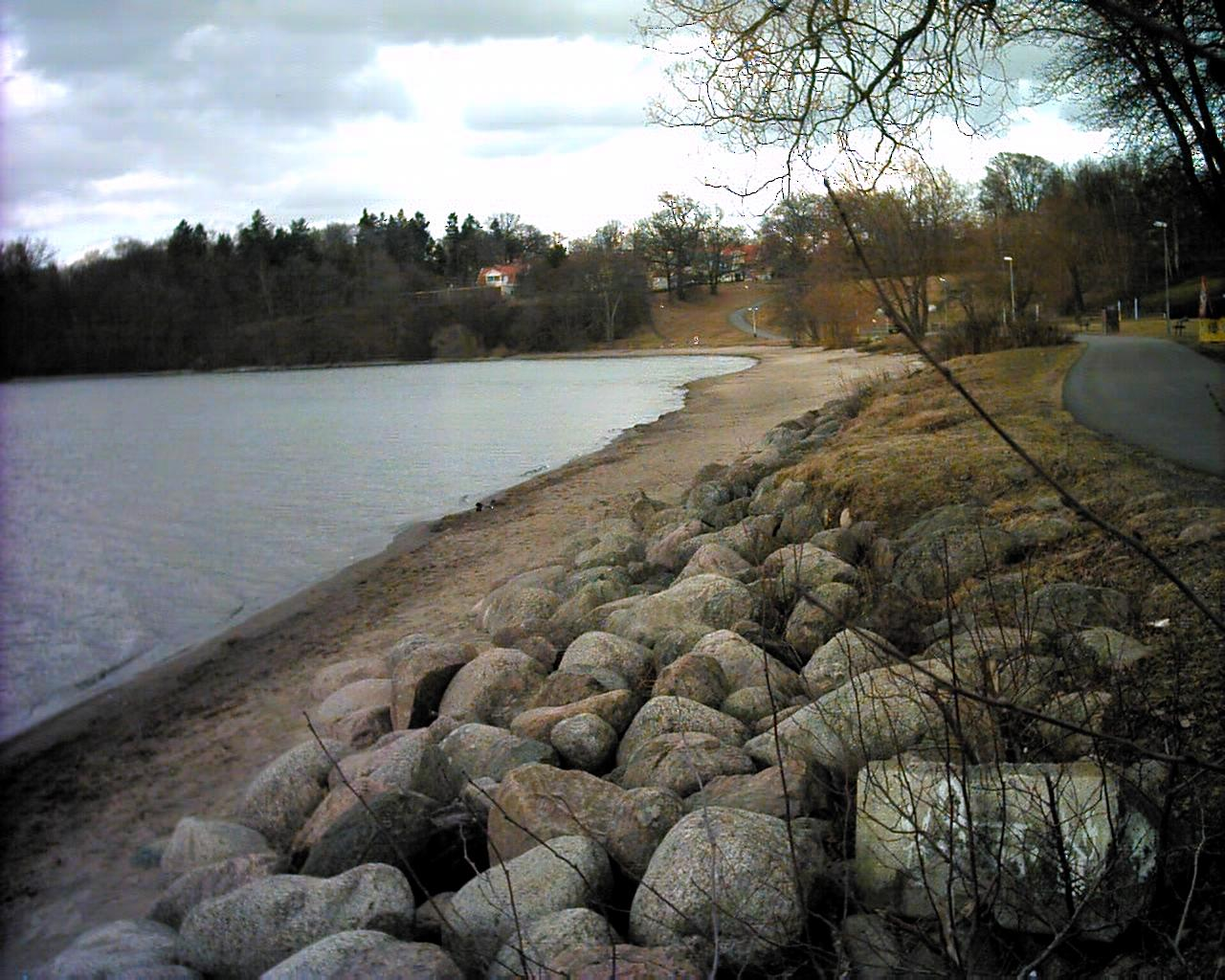
Břeh jezera u Jönköpingu

Pobřeží je vysoké a skalnaté, hlavně východní s prudkými srázy. Každý rok v červnu se koná okružní jízda kolem jezera Vättern na jízdních kolech (Vätterrundan), která se může zúčastnit každý. Start a cíl je v Motale a délka je přes 300 km. Čas není oficiálně měřen a ani není stanoven vítěz.

## Ostrovy
Na jihu jezera leží idylický ostrov Visingsö (25,04 km²). Další menší ostrovy jsou Stora Röknen, Lilla Röknen, Stora Aspön a Lilla Aspön.

## Vodní režim
Zdrojem vody jsou především prameny na březích a pod vodou. Je odvodňováno do Baltského moře řekou Motala Ström a přes kanál Göta je spojeno s Baltským mořem i s jezerem Vänern. Kolísání úrovně hladiny během let je přibližně 1 m. Vyšší úroveň je v létě. Na jezeře se vyskytují vlny s dlouhou periodou (сейши) a silné vlnění.

## Vlastnosti vody
Voda je průzračná a chladná. V červenci dosahuje teploty 6 až 7 °C. V důsledku vln jezero zamrzá pozdě až v únoru (v nejširší části v některých letech vůbec)

## Fauna a flóra
V jezeře se vyskytuje fytoplankton a zooplankton (klanonožci a perloočky). U dna žijí korýši, máloštětinatci, dvoukřídlí a mlži. Z ryb zde najdeme především siveny, síhy a lososy.

## Osídlení pobřeží

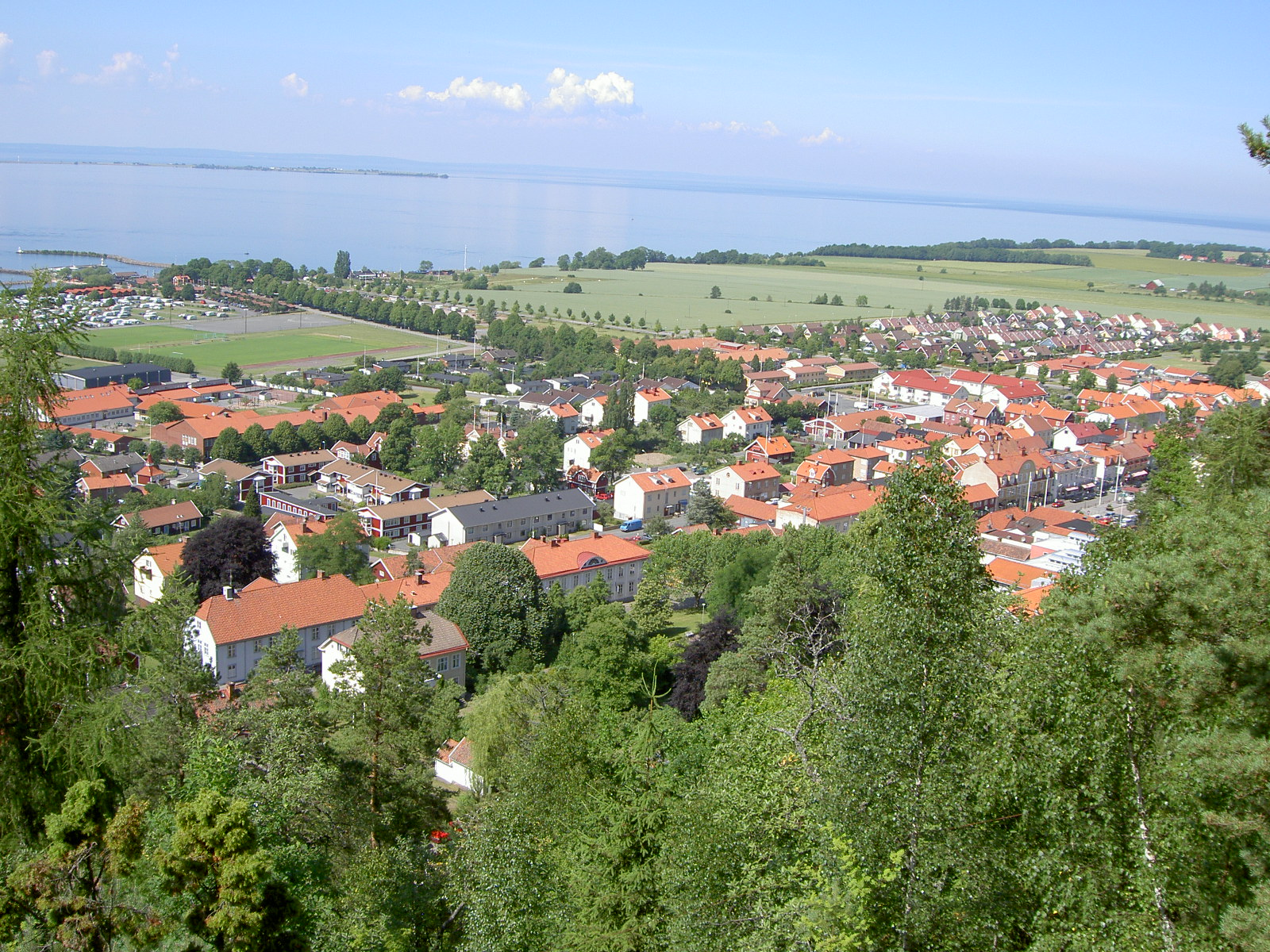
Gränna

Největší města na břehu jezera jsou na jihu Jönköping a Huskvarna. Další města jsou Motala a východě, Karlsborg a Hjo na západě a Askersund na severu. Na jihu naproti ostrova Visingsö leží malé město Gränna.